# Đế quốc thực dân Đức

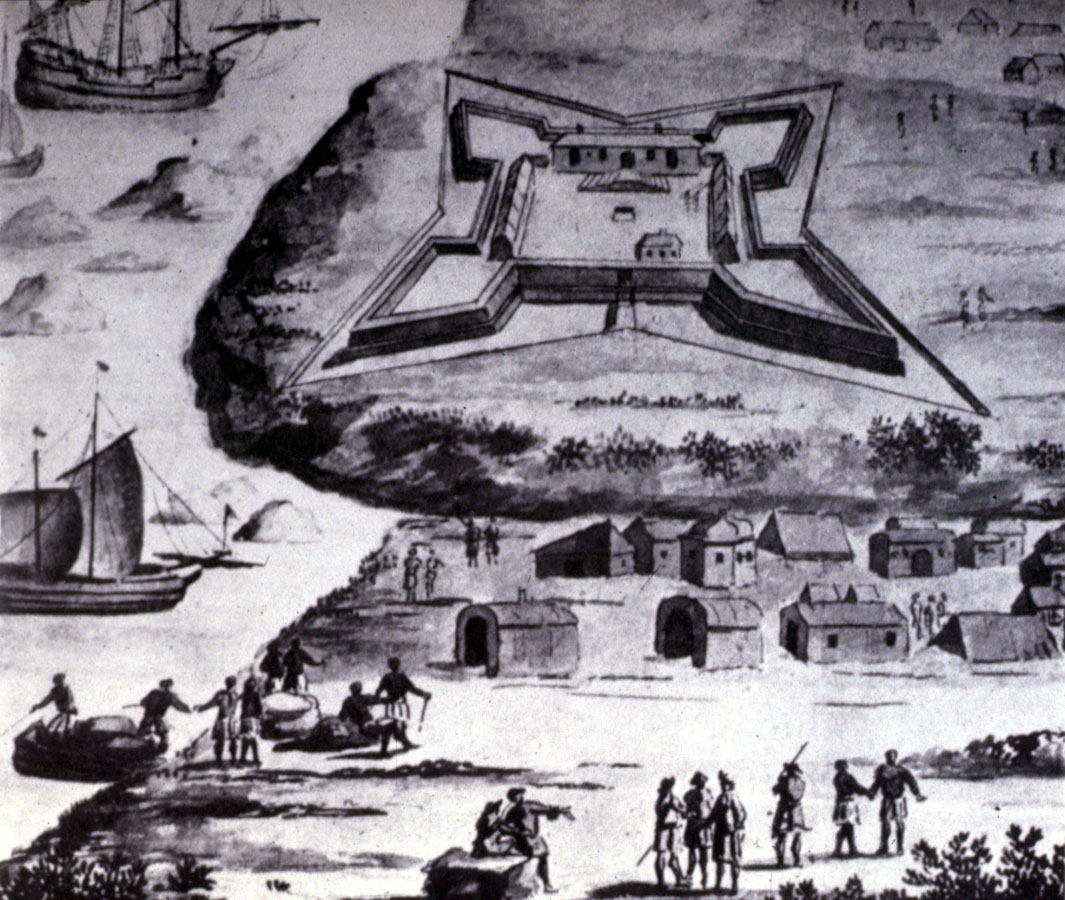
Groß-Friedrichsburg, thuộc địa của Brandenburg (1683–1717) trên lãnh thổ của Ghana hiện đại

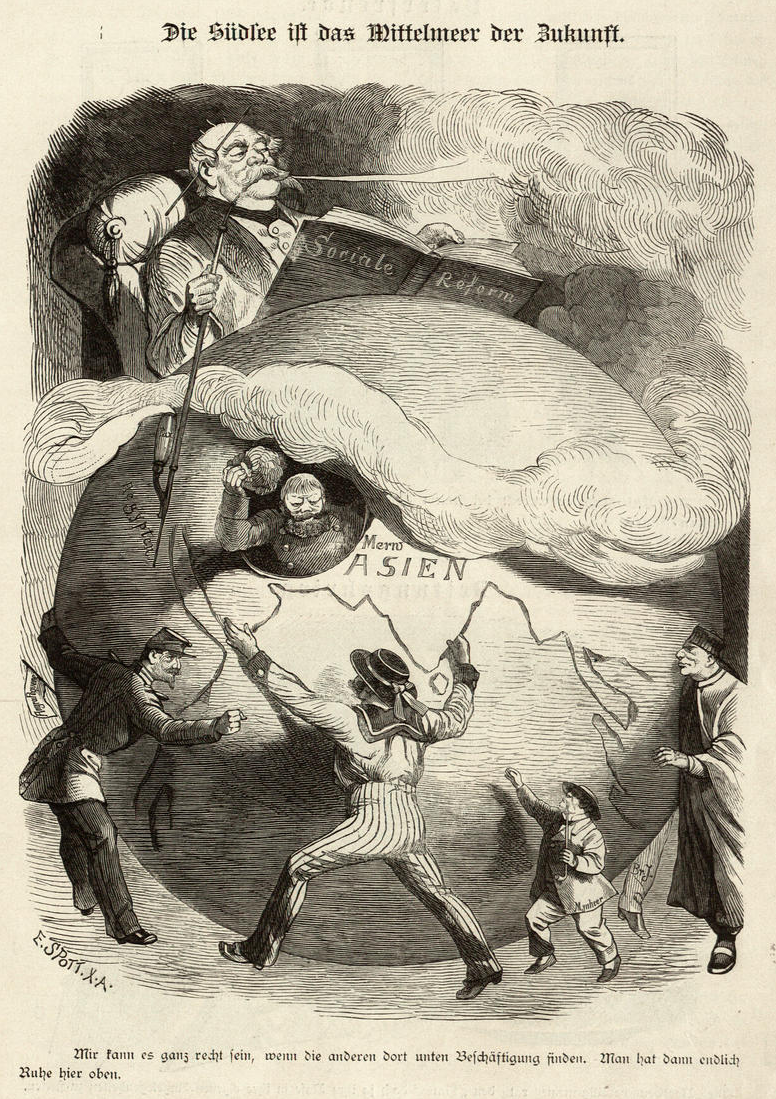
Biếm họa Kladderadatsch, 1884. Bismarck rất vui khi các quốc gia khác đang bận rộn

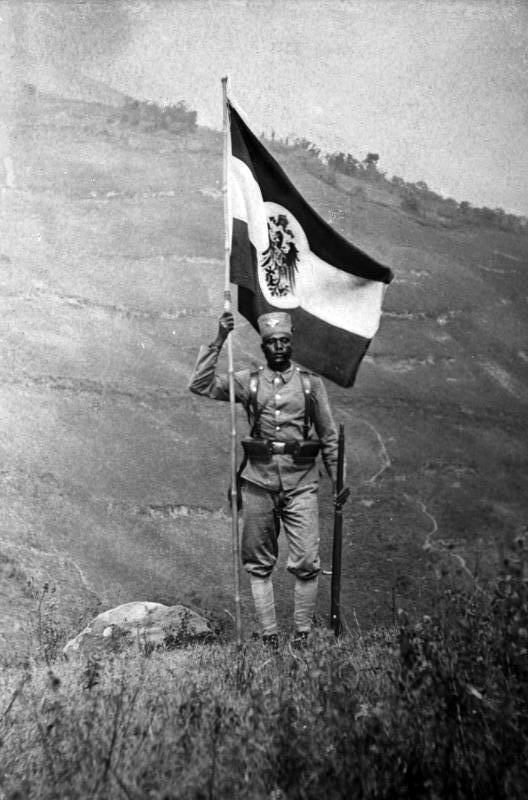
Một người lính thuộc lực lượng Askari cầm cờ thuộc địa của đế chế Đức

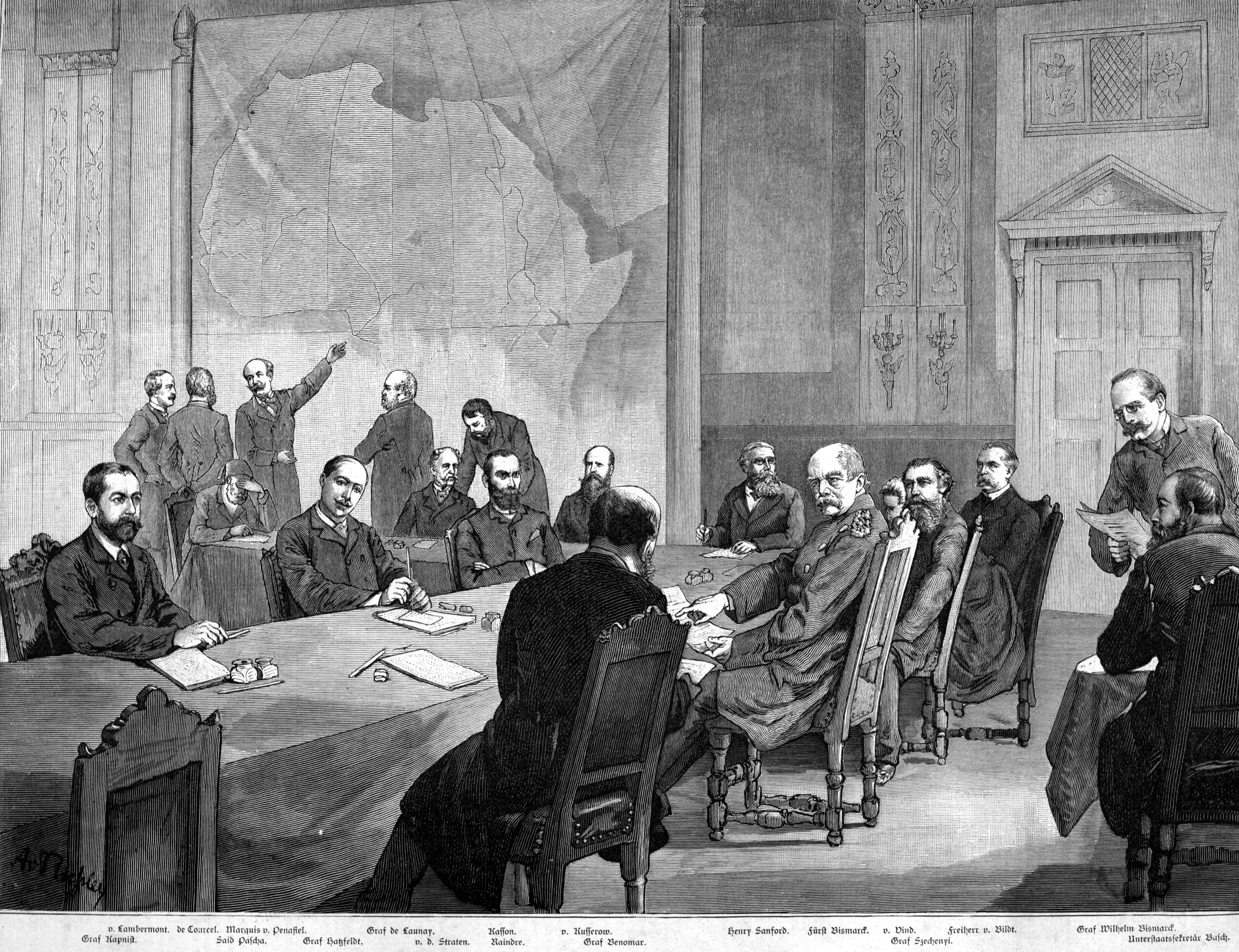
Hội nghị Berlin, phân chia vùng ảnh hưởng ở Châu Phi. Mở đầu việc 'Tranh giành Châu Phi

Đế quốc thực dân Đức, hay Đế quốc thuộc địa Đức (tiếng Đức: Deutsches Kolonialreich) là tập hợp các vùng thuộc địa, xứ bảo hộ dưới quyền lực của Đế quốc Đức. Thủ tướng của thời kỳ này là Otto von Bismarck. Các nỗ lực thực dân ngắn ngủi của các quốc gia Đức riêng rẽ đã xảy ra trong nhiều thế kỷ trước, nhưng những nỗ lực thuộc địa quan trọng chỉ bắt đầu vào năm 1884 với Cuộc tranh giành châu Phi. Đức quản lý hệ thống thuộc địa rộng thứ ba thế giới sau Anh và Pháp vào thời điểm đó.
Đức mất quyền kiểm soát thuộc địa khi Chiến tranh thế giới thứ nhất bắt đầu vào năm 1914, các thuộc địa của Đức bị quân đội kẻ thù xâm chiếm trong những tuần đầu tiên của cuộc chiến. Tuy nhiên, một số đơn vị quân sự được tổ chức chiến đấu trong một thời gian dài: Đức Tây Phi chỉ đầu hàng vào năm 1915, Kamerun năm 1916 và Đông Phi của Đức chỉ đầu hàng vào năm 1918, thời điểm cuối cuộc chiến.
Đế quốc thuộc địa của Đức đã chính thức bị tịch thu trong Hiệp ước Versailles sau khi Đức thất bại trong chiến tranh. Các lãnh thổ thuộc địa, bảo hộ khác nhau trở thành Lãnh thổ ủy trị của Hội Quốc Liên dưới sự giám sát (nhưng không phải quyền sở hữu) của các cường quốc chiến thắng.

## Lịch sử

### Thống nhất Đức
Trước khi thống nhất năm 1871, các quốc gia Đức đã không tập trung vào sự phát triển của hải quân. Điều này về cơ bản đã ngăn cản sự tham gia của Đức trong cuộc tranh giành với các nước đế quốc trước đó nhằm thiết lập lãnh thổ thuộc địa từ xa - cái gọi là "Weltpolitik" (một chính sách của Đức). Đức cố gắng bắt kịp các nước khác. Các quốc gia Đức trước năm 1870 đã giữ lại các cấu trúc chính trị và mục tiêu chính trị riêng biệt, chính sách đối ngoại của Đức dưới thời Otto von Bismarck tập trung vào giải quyết "câu hỏi Đức" ở châu Âu, tập trung hơn vào việc đảm bảo quyền lợi của Đức trên lục địa.
Mặt khác, người Đức có truyền thống thương mại hàng hải có niên đại từ Liên minh Hanse; một truyền thống tồn tại của di dân Đức (phía đông theo hướng của Nga và Transylvania, và hướng phía tây đến châu Mỹ); đồng thời các thương gia, nhà truyền giáo của Bắc Đức tỏ ra quan tâm đến những quyền lợi ở nước ngoài. Các nước cộng hòa Hanseatic của Hamburg và Bremen đã gửi các thương nhân đi khắp toàn cầu. Những nhà kinh doanh này đã tự mình thành công như Privatkolonisatoren thành công [các nhà thực dân độc lập] và ký kết các hiệp ước và mua đất ở châu Phi và Thái Bình Dương với các thủ lĩnh hoặc các lãnh đạo bộ tộc khác. Tuy nhiên, những thỏa thuận ban đầu này với các thực thể địa phương đã hình thành cơ sở cho các hiệp ước sáp nhập, hỗ trợ ngoại giao và bảo vệ quân sự của chính phủ Đức.

### Tranh giành thuộc địa
Nhiều người Đức vào cuối thế kỷ XIX đã xem các vụ mua bán thuộc địa như là một dấu hiệu thực sự của việc đạt được sự tốt lành. Ý kiến của công chúng cuối cùng đã đến hiểu biết rằng các thuộc địa châu Phi và Thái Bình Dương có uy tín đã trong tầm tay giấc mơ của Hạm đội hải quân. Cả hai nguyện vọng sẽ trở thành hiện thực, được hỗ trợ bởi một tờ báo là Kolonialfreunde [tờ báo ủng hộ việc mở rộng thuộc địa] và vô số các hiệp hội địa lý và xã hội thuộc địa. Ngược lại, thủ tướng Bismarck và nhiều đại biểu trong Quốc hội đế quốc Đức đã không quan tâm đến cuộc chinh phục thuộc địa chỉ để có được vài dặm vuông lãnh thổ.
Về bản chất, động cơ thuộc địa của Bismarck đã được ông đã nói nhiều lần "... Tôi không phải là người dành cho các thuộc địa" và "vẫn là khinh thường của tất cả các giấc mơ thuộc địa hơn bao giờ hết." Tuy nhiên, năm 1884, ông đã đồng ý với việc thiết lập các thuộc địa của Đế chế Đức, nhằm bảo vệ thương mại, bảo vệ nguyên liệu và thị trường xuất khẩu và nắm bắt cơ hội đầu tư vốn, và các lý do khác. Trong năm tiếp theo, Bismarck rời bỏ sự tham gia của ông khi "ông ta bỏ việc hướng đến thuộc địa của mình một cách đột ngột và tình cờ khi ông ta bắt đầu" như thể ông đã phạm sai lầm trong phán đoán có thể gây nhầm lẫn cho các chính sách quan trọng của ông. "Thật vậy, vào năm 1889, [Bismarck] đã cố gắng đưa Đức-Tây Phi giao đến Anh. Vì như anh ta nói, đó là một gánh nặng và một khoản chi phí, và anh ta đẩy cho kẻ khác đến với chúng.". 

## Mua lại thuộc địa
Đế chế Thực dân Đức bắt đầu vào khoảng năm 1884, trong những năm đó, Đế quốc Đức đã xâm chiếm một số lãnh thổ ở Châu Phi: Đông Phi thuộc Đức (bao gồm Burundi , Rwanda ngày nay và phần đất liền của Tanzania ); Tây Nam Phi thuộc Đức ( Namibia ngày nay ), kamerun thuộc Đức (bao gồm các bộ phận của Cameroon , Gabon , Congo , Cộng hòa Trung Phi , Chad và Nigeria ngày nay ); và Togoland ( Togo ngày nay và các vùng của Ghana). Đế quốc Đức cũng tăng cường hoạt động ở Thái Bình Dương, sáp nhập một loạt các đảo sẽ được gọi là New Guinea thuộc Đức (một phần của New Guinea ngày nay và một số nhóm Đảo lân cận). Vùng đông bắc của New Guinea được gọi là Kaiser-Wilhelmsland, quần đảo Bismarck nằm về phía đông quần đảo, đây còn có hai hòn đảo lớn hơn tên là New Mecklenburg và New Pomerania, họ cũng mua lại quần đảo Bắc Solomon. Những hòn đảo này được trao cho tình trạng bảo hộ.

### Mua lại và quản lý đất của các công ty
Sự trỗi dậy của Chủ nghĩa đế quốc và Chủ nghĩa thực dân Đức đồng thời với giai đoạn sau của " Cuộc tranh giành châu Phi ", trong đó các cá nhân Đức khởi nghĩa, thay vì các thực thể chính phủ, cạnh tranh với các thuộc địa và doanh nhân thuộc địa đã thành lập khác. Với việc người Đức tham gia cuộc đua giành những vùng lãnh thổ chưa được khai phá cuối cùng ở châu Phi và Thái Bình Dương, cuộc cạnh tranh giành các thuộc địa do đó có sự tham gia của các quốc gia lớn ở châu Âu và một số cường quốc nhỏ hơn.
Nỗ lực của Đức bao gồm các doanh nghiệp thương mại đầu tiên vào những năm 1850 và 1860 ở Tây Phi, Đông Phi , quần đảo Samoan và phần đông bắc chưa được khám phá của New Guinea với các đảo lân cận. Các thương nhân và Đức bắt đầu thành lập tại đồng bằng châu Phi Cameroon và bờ biển đại lục đối diện Zanzibar. Tại Apia và các khu định cư Finschhafen , Simpsonhafen và các đảo Neu-Pommern và Neu-Mecklenburg , các công ty thương mại mới được củng cố bằng tín dụng bắt đầu mở rộng sang các khu vực ven biển.Tiếp theo là các cuộc thâu tóm nội địa lớn của châu Phi - hầu hết đều gây tổn hại cho các cư dân bản địa. Ở miền đông châu Phi, đế quốc và "người chiến đấu" Karl Peters đã chiếm những vùng đất rộng lớn cho Hiệp hội Chế độ thuộc địa Đức của mình , "nổi lên từ bụi rậm với dấu X [được dán bởi các thủ lĩnh bộ tộc không đóng đinh] trên các tài liệu ... với giá khoảng 60 nghìn dặm vuông của tài sản đất liền của Vương quốc Hồi giáo Zanzibar. " Các nhiệm vụ thám hiểm như vậy đòi hỏi các biện pháp an ninh có thể được giải quyết với đội ngũ nhỏ tư nhân, có vũ trang được tuyển dụng chủ yếu ở Sudan và thường do các cựu quân nhân ưa mạo hiểm có cấp bậc thấp dẫn đầu. Sự tàn bạo, treo cổ và đánh tráo phổ biến trong các cuộc thám hiểm này dưới sự kiểm soát của Peters cũng như những người khác và không ai "độc quyền trong việc ngược đãi người châu Phi."
Khi Bismarck chuyển sang tư tưởng thuộc địa vào năm 1884, ông ủng hộ việc quản lý đất đai của "công ty điều lệ" hơn là thành lập chính quyền thuộc địa do vấn đề về tài chính. Mặc dù việc trồng trọt ở vùng ôn đới phát triển mạnh, sự sụp đổ và thường xuyên thất bại của các doanh nghiệp vùng đất thấp nhiệt đới đã góp phần thay đổi quan điểm của Bismarck. Ông miễn cưỡng chấp nhận lời cầu xin giúp đỡ để đối phó với các cuộc nổi dậy và sự thù địch vũ trang của những người zanzibar thường là quyền lực mà các hoạt động nô lệ sinh lợi dường như đang gặp rủi ro. Các lực lượng quân sự bản địa của Đức ban đầu tham gia vào hàng chục cuộc thám hiểm trừng phạt để bắt giữ và trừng phạt những người nổi dậy, đôi khi với sự hỗ trợ của Anh. Tác giả Charles Miller đưa ra giả thuyết rằng người Đức có sai lầm là cố gắng chiếm đóng các khu vực châu Phi có các bộ lạc hiếu chiến sinh sống, trong khi các nước láng giềng thuộc địa của họ có nhiều dân tộc ngoan ngoãn hơn để tranh giành. Vào thời điểm đó, xu hướng ưu tiên vũ lực hơn sự kiên nhẫn của người Đức đã góp phần khiến tình trạng bất ổn tiếp tục diễn ra. 

### Phát triển

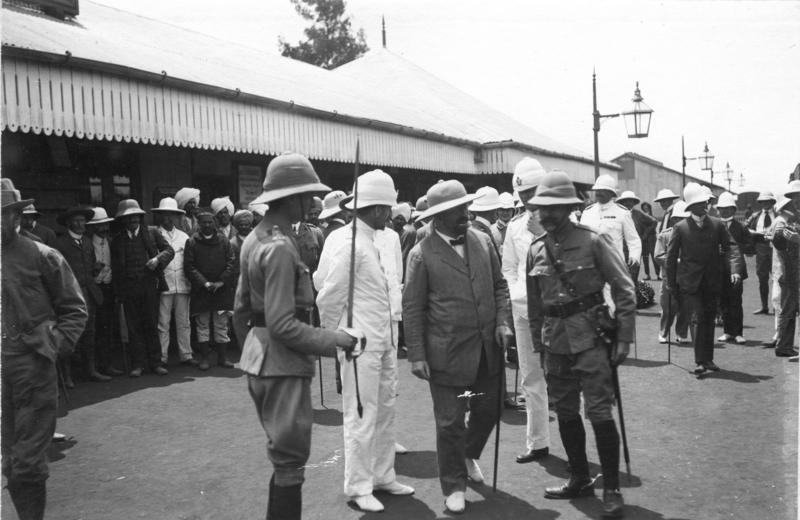
Bộ trưởng Thuộc địa Đức Bernhard Dernburg (thứ 2 từ phải sang) trong chuyến thị sát ở Đông Phi, với các quan chức Anh tại Nairobi năm 1907

Đầu thế kỷ 20, các hãng tàu đã thiết lập các dịch vụ theo lịch trình với các sản phẩm nông nghiệp từ các thuộc địa, trái cây và gia vị lạ, được bán cho người dân ở Đức. Các nhà địa chất và nhà bản đồ đã khám phá những khu vực không được vẽ trên bản đồ châu Âu, xác định núi và sông, và phân chia ranh giới. Hermann Detzner và một Đại úy Nugent, RA, phụ trách dự án chung nhằm phân định biên giới Cameroon của Anh và Đức , được xuất bản vào năm 1913. Du khách và các phóng viên báo chí đã mang lại những câu chuyện của những người bản địa da đen và da nâu phục vụ các nhà cai trị và người định cư Đức. Cũng có những nghi ngờ và báo cáo về sự bất chính của thuộc địa, tham nhũng và tàn bạo ở một số chính quyền bảo hộ, và các nhà truyền giáo Luther và Công giáo La Mã đã gửi những báo cáo đáng lo ngại đến trụ sở truyền giáo của họ ở Đức. 

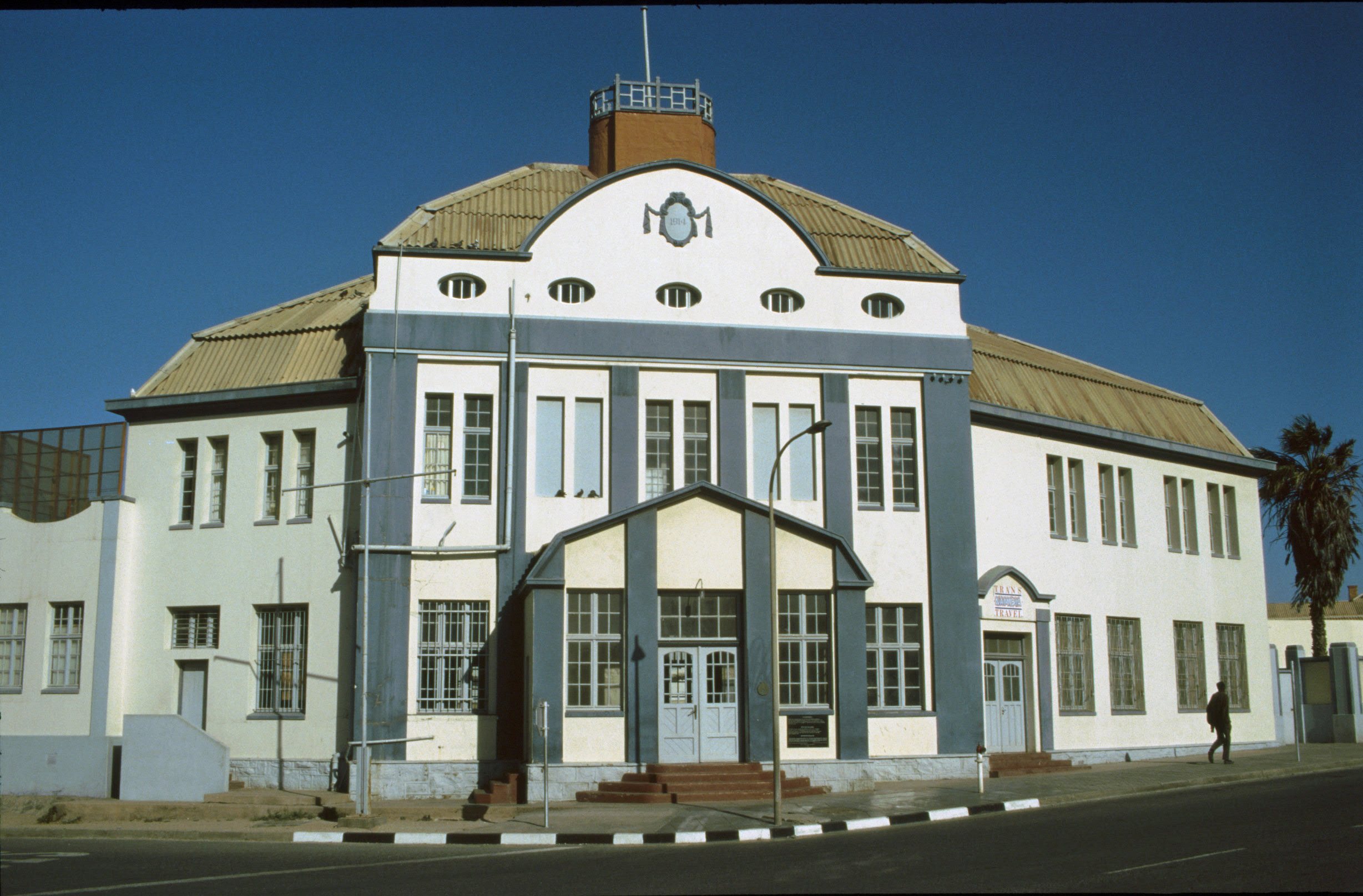
Ga xe lửa ở Lüderitz, Namibia, 2006

Nỗ lực ngoại giao của thuộc địa Đức vẫn được truyền cảm hứng về mặt thương mại, "nền kinh tế thuộc địa đang phát triển mạnh ... đường bộ, đường sắt, vận tải biển và thông tin liên lạc bằng điện báo đã được cải thiện từng phút." Cải cách bộ máy hành chính thuộc địa do đó đã tạo tiền đề cho thời kỳ cuối cùng và hứa hẹn nhất của chủ nghĩa thực dân Đức. Tuyên bố của Bernhard Dernburg rằng dân số bản địa trong các vùng bảo hộ "là yếu tố quan trọng nhất trong các thuộc địa của chúng tôi" đã được khẳng định bởi các bộ luật mới. Việc sử dụng lao động cưỡng bức, không được trả công đã được coi là một hành vi phạm tội. Thống đốc Wilhelm Solf của Samoa sẽ gọi những người dân trên đảo là "unsere braunen Schützlinge"[người bảo hộ da nâu của chúng tôi], người có thể được khai sáng nhưng không bị ép buộc. Heinrich Schnee ở Đông Phi tuyên bố rằng "đặc điểm nổi trội của chính quyền của tôi [sẽ] là ... phúc lợi của người bản xứ được giao phó cho tôi chăm sóc."  những người theo chủ nghĩa lý tưởng thường tình nguyện lựa chọn và bổ nhiệm vào các chức vụ của chính phủ, trong khi những người khác có tư tưởng kinh doanh lao động để kiếm cổ tức ở nhà cho các nhà kinh doanh và hãng tàu Hanseatic. Một số nhà sử học sẽ ca ngợi chủ nghĩa thực dân Đức trong những năm đó là "một động cơ hiện đại hóa với những ảnh hưởng sâu rộng cho tương lai." Dân bản xứ bị chính quyền thuộc địa Đức ép buộc phải tuân theo các hiệp ước bất bình đẳng. Điều này dẫn đến việc các bộ lạc địa phương và thổ dân mất đi ảnh hưởng và quyền lực của họ và cuối cùng buộc một số người trong số họ trở thành lao động nô lệ . Mặc dù chế độ nô lệ đã bị Đức đặt ra ngoài vòng pháp luật một phần vào năm 1905, nhưng điều này đã dẫn đến các cuộc nổi dậy của người dân bản địa . Kết quả là một số chiến dịch quân sự và diệt chủng của người Đức chống lại người bản xứ. Sự khuất phục của người Herero và Nama đã được thực hiện. Cả chính quyền thuộc địa lẫn những người định cư đều cho rằng người châu Phi bản địa là một tầng lớp thấp hơn, đất đai của họ bị chiếm giữ và giao cho những người định cư và các công ty, trong khi phần dân số còn lại sẽ được đưa vào khu công viên 'người'; người Đức đã lên kế hoạch tạo ra một thuộc địa chủ yếu là người da trắng sinh sống: một "nước  châu Phi thuộc Đức mới".
Các thương nhân và người khai thác đồn điền đã thành lập ở các thuộc địa châu Phi thường xuyên được quản lý để điều chỉnh các chính sách của chính phủ. Các khoản đầu tư vốn của các ngân hàng được bảo đảm bằng công quỹ của kho bạc hoàng gia để giảm thiểu rủi ro. Dernburg, với tư cách là một cựu nhân viên ngân hàng, đã tạo điều kiện cho suy nghĩ như vậy; ông ta thấy nhiệm vụ của mình là cũng biến các thuộc địa thành các đề xuất trả tiền. Mọi chính quyền bảo hộ của Châu Phi đều xây dựng các tuyến đường sắt đến nội địa, mọi thuộc địa ở Châu Phi và Thái Bình Dương đều thiết lập hệ thống trường học công lập khởi đầu, và mọi thuộc địa đều xây dựng các bệnh viện Bất cứ thứ gì người Đức xây dựng ở thuộc địa của họ đều được sử dụng lâu dài. 
Dar es Salaam đã trở thành "thành phố trưng bày của toàn bộ châu Phi nhiệt đới", Lomé phát triển thành "thành phố đẹp nhất ở phía tây châu Phi",  và Thanh đảo , Trung Quốc,nước Đức"thu nhỏ, một thành phố như Hamburg hoặc Bremen ”. Đối với các nhóm dân bản địa ở một số thuộc địa, việc nắm giữ nông nghiệp bản địa được khuyến khích và hỗ trợ.

## Sụp đổ
Trong Chiến tranh thế giới lần thứ nhất.Các thuộc điạ của Đức rời rạc và không liên kết với nhau,cộng với không có quân tiếp viện dẫn tới việc bị đánh chiến từ đầu cuộc chiến.Chỉ có Đông phi thuộc Đức tiếp tục chiến tranh du kích cho đến khi Đức đầu hàng vào năm 1918,sau khi kí Hòa ước Versailles,Đế quốc Đức sụp đổ kéo theo thuộc địa được nhượng lại cho Phe Hiệp ước

## Thuộc địa
| Lãnh thổ                                       | Thời kỳ   | Diện tích     | Ngày nay là |
| ---------------------------------------------- | --------- | ------------- | --- |
| Tây Phi thuộc Đức                              | 1896–1918 | 582.200 km²   | Cameroon · Nigeria · Tchad · Guinée · Trung Phi · Ghana · Togo                                                                |
| Tây Nam Phi thuộc Đức                          | 1884–1918 | 835,100 km²   | Namibia |
| New Guinea thuộc Đức (bao gồm Samoa thuộc Đức) | 1884–1918 | 247,281 km²   | Papua New Guinea · Quần đảo Solomon · Palau · Liên bang Micronesia · Nauru · Quần đảo Bắc Mariana · Quần đảo Marshall · Samoa |
| Đông Phi thuộc Đức                             | 1891–1918 | 995,000 km²   | Burundi · Kenya · Mozambique · Rwanda · Tanzania · Uganda                                                                     |
| Tổng                                           |           | 2,659,581 km² | |

Năm 1911, Đức mua lại Neukamerun từ Pháp, tổng cộng 295.000 km², kinh doanh cái gọi là 'Entenschnabel', cho đến khi đó là một phần của Kamerun, tổng cộng 12.000 km². Bằng cách đó, thuộc địa Kamerun được mở rộng từ 495.000 km² lên 778.000 km², và đế quốc thuộc địa Đức đã tăng lên 2.937.000 km².

## Kế thừa
Không giống như các đế quốc thuộc địa khác như Anh , Pháp hay Tây Ban Nha , Đức để lại rất ít dấu vết về ngôn ngữ, thể chế hoặc phong tục của chính mình ở các thuộc địa cũ của mình. ngày nay, không có quốc gia nào ngoài châu Âu sử dụng tiếng Đức làm ngôn ngữ chính thức, mặc dù ở Namibia , tiếng Đức là ngôn ngữ quốc gia được công nhận và có rất nhiều địa danh và công trình kiến trúc của Đức ở quốc gia này. Một nhóm dân tộc thiểu số nhỏ của Đức cũng cư trú tại nước này.

### Tiếng Anh
- Boahen, A. Adu, ed. (1985). Africa Under Colonial Domination, 1880–1935. Berkeley: U of California Press. {{Chú thích sách}}: |first= có tên chung (trợ giúp)Quản lý CS1: nhiều tên: danh sách tác giả (liên kết) ISBN 978-0-520-06702-8 (1990 Abridged edition).
- Carroll, E. Malcolm. Germany and the great powers, 1866-1914: A study in public opinion and foreign policy (1938) online Lưu trữ ngày 20 tháng 9 năm 2018 tại Wayback Machine; online at Questia Lưu trữ ngày 1 tháng 8 năm 2020 tại Wayback Machine also online review
- Crankshaw, Edward (1981). Bismarck. New York: The Viking Press. ISBN 0-14-006344-7.
- Davidson, J. W. (1967). Samoa mo Samoa, the Emergence of the Independent State of Western Samoa. Melbourne: Oxford University Press.
- Eley, Geoff, and Bradley Naranch, eds. German Colonialism in a Global Age (Duke UP, 2014).
- Gann, L., and Peter Duignan. The Rulers of German Africa, 1884–1914 (1977) focuses on political and economic history
- Garfield, Brian (2007). The Meinertzhagen Mystery. Washington, DC: Potomac Books. ISBN 1-59797-041-7.
- Giordani, Paolo (1916). The German colonial empire, its beginning and ending. Luân Đôn: G. Bell.
- Kundrus, Birthe "Germany and its Colonies" in Prem Poddar et al. Historical Companion to Postcolonial Literatures—Continental Europe and its Colonies (Edinburgh UP, 2008.)
- Lahti, Janne. "German Colonialism and the Age of Global Empires." Journal of Colonialism and Colonial History 17.1 (2016). historiography; excerpt
- Lewthwaite, Gordon R. (1962). James W. Fox; Kenneth B. Cumberland (biên tập). Life, Land and Agriculture to Mid-Century in Western Samoa. Christchurch, New Zealand: Whitcomb & Tombs Ltd.
- Louis, Wm. Roger (1967). Great Britain and Germany's Lost Colonies 1914–1919. Clarendon Press.
- Louis, Wm. Roger (1963). Ruanda-Urundi 1884–1919. Clarendon Press.
- Miller, Charles (1974). Battle for the Bundu. The First World War in East Africa. Macmillan. ISBN 0-02-584930-1.
- Olivier, David H. German Naval Strategy, 1856–1888: Forerunners to Tirpitz (Routledge, 2004)
- Reimann-Dawe, Tracey. "The British Other on African soil: the rise of nationalism in colonial German travel writing on Africa," Patterns of Prejudice (2011) 45#5 pp 417–433, the perceived hostile force was Britain, not the natives
- Smith, W.D. (1974). "The Ideology of German Colonialism, 1840–1906". Journal of Modern History. Quyển 46 số 1974. tr. 641–663. doi:10.1086/241266.
- Steinmetz, George (2007). "The Devil's Handwriting: Precoloniality and the German Colonial State in Qingdao, Samoa, and Southwest Africa". Chicago: University of Chicago Press. ISBN 0226772438. {{Chú thích tạp chí}}: Chú thích magazine cần |magazine= (trợ giúp)
- Stoecker, Helmut, ed. (1987). German Imperialism in Africa: From the Beginnings Until the Second World War. Translated by Bernd Zöllner. Atlantic Highlands, NJ: Humanities Press International. ISBN 978-0-391-03383-2. {{Chú thích sách}}: |first= có tên chung (trợ giúp)Quản lý CS1: nhiều tên: danh sách tác giả (liên kết)
- Strandmann, Hartmut Pogge von. "Domestic Origins of Germany's Colonial Expansion under Bismarck" Past & Present (1969) 42:140–159 online
- Taylor, A.J.P. (1967). Bismarck, The Man and the Statesman. New York: Random House, Inc.
- Wehler, Hans-Ulrich "Bismarck's Imperialism 1862–1890," Past & Present, (1970) 48: 119–55 online
- Wesseling, H.L. (1996). Divide and Rule: The Partition of Africa, 1880-1914. Translated by Arnold J. Pomerans. Westport, CT: Preager. ISBN 978-0-275-95137-5. ISBN 978-0-275-95138-2 (paperback).

### Tiếng Đức
- Detzner, Hermann, (Oberleut.) Kamerun Boundary: Die nigerische Grenze von Kamerun zwischen Yola und dem Cross-fluss. M. Teuts. Schutzgeb. 26 (13): 317–338.
- Haupt, Werner (1984). Deutschlands Schutzgebiete in Übersee 1884–1918. [Germany’s Overseas Protectorates 1884–1918]. Friedberg: Podzun-Pallas Verlag. ISBN 3-7909-0204-7.
- Nagl, Dominik (2007). Grenzfälle – Staatsangehörigkeit, Rassismus und nationale Identität unter deutscher Kolonialherrschaft. Frankfurt/Main: Peter Lang Verlag. ISBN 978-3-631-56458-5.
- Perraudin, Michael, and Jürgen Zimmerer, eds. German Colonialism and National Identity (2010) focuses on cultural impact in Africa and Germany.
- Schultz-Naumann, Joachim (1985). Unter Kaisers Flagge, Deutschlands Schutzgebiete im Pazifik und in China einst und heute. [Under the Kaiser’s flag, Germany’s Protectorates in the Pacific and in China then and today]. Munich: Universitas Verlag.
- Schaper, Ulrike (2012). Koloniale Verhandlungen. Gerichtsbarkeit, Verwaltung und Herrschaft in Kamerun 1884-1916. Frankfurt am Main: Campus Verlag. ISBN 3-593-39639-4.
- Washausen, Helmut (1968). Hamburg und die Kolonialpolitik des Deutschen Reiches. [Hamburg and Colonial Politics of the German Empire]. Hamburg: Hans Christians Verlag.
- Karl Waldeck: "Gut und Blut für unsern Kaiser", Windhoek 2010, ISBN 978-99945-71-55-0
- Historicus Africanus: "Der 1. Weltkrieg in Deutsch-Südwestafrika 1914/15, Band 1, 2. Auflage Windhoek 2012, ISBN 978-99916-872-1-6
- Historicus Africanus: "Der 1. Weltkrieg in Deutsch-Südwestafrika 1914/15, Band 2, "Naulila", Windhoek 2012, ISBN 978-99916-872-3-0
- Historicus Africanus: "Der 1. Weltkrieg in Deutsch-Südwestafrika 1914/15, Band 3, "Kämpfe im Süden", Windhoek 2014, ISBN 978-99916-872-8-5
- Historicus Africanus: "Der 1. Weltkrieg in Deutsch-Südwestafrika 1914/15, Band 4, "Der Süden ist verloren", Windhoek 2015, ISBN
- Historicus Africanus: "Der 1. Weltkrieg in Deutsch-Südwestafrika 1914/15, Band 5, "Aufgabe der Küste", Windhoek 2016, ISBN 978-99916-909-4-0

### Tiếng Pháp
- Gemeaux (de), Christine,(dir., présentation et conclusion): "Empires et colonies. L'Allemagne du Saint-Empire au deuil post-colonial", Clermont-Ferrand,PUBP, coll. 'Politiques et Identités'", 2010, ISBN 978-2-84516-436-9.